# Njuchča
La Njuchča (in russo Нюхча?) è un fiume della Russia europea settentrionale. Scorre nel Belomorskij rajon della Carelia e nell'Onežskij rajon dell'oblast' di Arcangelo. 
Il fiume ha origine dal lago Njuchčozero e scorre prevalentemente in direzione settentrionale. Sfocia nella baia dell'Onega, nelle acque del Mar Bianco. Ha una lunghezza di 106 km e il suo bacino è di 1 770 km². La portata media annua nell'area del villaggio di Njuchča (Carelia), situato a 10 km dalla foce, è di 15,59 m³/s (dati di osservazione dal 1954 al 1988).